# Verity Price
Verity là một ca sĩ, nhạc sĩ, diễn viên và diễn giả đến từ Cape Town, Nam Phi.

## Tiểu sử
Verity được sinh ra ở Zimbabwe và lớn lên ở Nam Phi. Cô đã giành được giải thưởng Catch a Rising Star ở Florida vào năm 2002 và được trao giải thưởng tại Mỹ với tư cách là một nghệ sĩ xuất sắc vào năm 2003. Cô đã biểu diễn cho khán giả ở Nashville và New York vào năm 2005 và trở thành một nghệ sĩ nổi tiếng trên toàn quốc ở Nam Phi.
Verity đã được quốc tế công nhận vì sự đổi mới trong ngành công nghiệp âm nhạc và đã được giới thiệu trong nhiều nguồn tin khác nhau ở Nam Phi và trên khắp thế giới, bao gồm Carte Blanche, chương trình báo cáo tin tức hàng đầu của châu Phi. Verity đã phát động Dự án 'Lucky Packet', đây là sáng kiến nhằm tạo ra nguồn tài trợ cho các bản thu âm của cô, tạo ra sự độc lập đối với sự hỗ trợ từ các hãng thu âm, cũng như tạo đầu tư cho các nghệ sĩ mới ở Nam Phi.
Verity là nhạc sĩ đầu tiên ở Nam Phi bán đĩa CD của mình trước khi đĩa CD tồn tại. Nhóm làm việc trên trang web của Verity đã phát triển một cơ sở giao dịch trên trang web của cô ấy. Hơn 2000 người ở 25 quốc gia đã mua CD. 10,6% của mỗi lần bán được trao cho hai tổ chức từ thiện ở Nam Phi (POWA trao quyền cho phụ nữ và Tổ chức Live Your Dreams Foundation tài trợ cho các nghệ sĩ mới) và vào thời điểm album được thu âm đã đem đến lợi nhuận R30,000 và sau đó đã được đóng góp vào các quỹ này.